# Ricardo Pais
Ricardo Pais GOIH (Maceira, Leiria, 11 de Setembro de 1945) é um ator e encenador português. Entre 1968 e 1971, frequentou o curso superior de Encenação do Drama Centre London, onde obteve o Director’s Course Diploma. Foi professor da Escola Superior de Cinema de Lisboa (1975-83); coordenador do projeto Área Urbana – Núcleo de Ação Cultural de Viseu (a partir de 1985); Diretor do Teatro Nacional D. Maria II (1989-90); e comissário para Coimbra – Capital do Teatro (1992 -93). Assumiu a direção do TNSJ entre 1996 e 2009, com um interregno de dois anos. Do seu percurso fazem parte mais de cinquenta espetáculos teatrais e criações cénicas, nos quais cruzou a literatura, o canto, a eletrónica, a dança, o teatro radiofónico, as projeções vídeo, a magia e a performance art.

## Carreira
Muito jovem foi atraído pelo teatro, em parte devido à influência do seu pai, que era responsável pelo grupo de teatro da Casa de Pessoal da Empresa de Cimentos de Leiria. No tempo de escola, foi o protagonista de uma representação de O Meu Caso, de José Régio.
Estudante de Direito na Faculdade de Direito da Universidade de Coimbra, integrou o CITAC, até decidir trocar Coimbra por Lisboa e, de seguida, Portugal pelo Reino Unido. Aí viria a obter o Diretor's Course Diploma, pelo Drama Centre London, em 1971. Viveu na capital inglesa até 1974 e foi aí que fez o seu primeiro trabalho profissional de encenação com a peça de Lorca, Amor de Dom Perlimplim com Belisa no seu Jardim.
Regressado após a Revolução de 25 de Abril de 1974, a sua primeira encenação é uma peça baseada numa obra de Carl Sternheim, As cuecas da vida heróica da burguesia. Entre 1975 e 1983 foi professor de Direção de Atores, na Escola Superior de Teatro e Cinema do Instituto Politécnico de Lisboa. Em 1985 fundou o Núcleo de Ação Cultural Área Urbana, em Viseu, para assumir de seguida a coordenação do serviço municipal Fórum Viseu, em 1987. Entre 1988 e 1990 foi funcionário da Secretaria de Estado da Cultura. Entre 1989 e 1990 dirigiu o Teatro Nacional D. Maria II. Em 1992 foi comissário-geral de Coimbra – Capital do Teatro.
Durante o seu percurso trabalhou autores portugueses como Fernando Pessoa, Padre António Vieira, Almeida Garrett, António Ferreira e Gil Vicente. Encenou também autores nucleares da dramaturgia universal, de Maquiavel a Alfred Jarry, de Shakespeare a Wedekind, de Molière a Ionesco. Entre os criadores com quem tem trabalhado, contam-se os músicos Mário Laginha, Arrigo Barnabé, Bernardo Sassetti, Sérgio Godinho, Vítor Rua e Egberto Gismonti; os cenógrafos Nuno Carinhas, António Lagarto (ambos também figurinistas), João Mendes Ribeiro, Giorgio Barberio Corsetti, Pedro Tudela, Nuno Lacerda Lopes e Manuel Aires Mateus; os figurinistas Vin Burnham e Bernardo Monteiro; os coreógrafos Paulo Ribeiro, Olga Roriz e Né Barros; o videasta Fabio Iaquone, entre outros.

### Teatro Nacional D. Maria II
Entre 1989 e 1990 dirigiu o Teatro Nacional D. Maria II 

### Teatro Nacional São João
Entre 1995 e 2000 Ricardo Pais é nomeado diretor do Teatro Nacional São João, "conduzindo até julho de 2000 um projeto com personalidade artística própria, retomado em 2002, após um período em que o exercício das mesmas funções é assegurado pelo ator e encenador José Wallenstein" permanecendo até 2009. Na sua atividade de encenador destacam-se as peças Dois Verdugos de Fernando Arrabal, D. Perlimpim de Federico García Lorca, As Cuecas de Carl Sternheim, A Mandrágora de Nicolau Maquiave, Ninguém – Frei Luís de Sousa, a partir de textos de Almeida Garrett, Maria Velho da Costa e Alexandre O'Neill, Anatol de Arthur Schnitzler, Fausto, Fernando, Fragmentos, a partir de textos de Fernando Pessoa, Clamor de Luísa Costa Gomes, sobre Sermões de Padre António Vieira, ou Madame, de Maria Velho da Costa.

### Teatro da Dúvida
Ricardo Pais actualmente gere uma sociedade anónima com a esposa, chamada Teatro da Dúvida. Também está a financiar um projeto dirigido por Pedro Sobrado, que é uma espécie de compilação dos seus textos ao longo de vários anos.
Foi membro do júri do programa da SIC, Portugal Tem Talento, juntamente com Zé Diogo Quintela e Conceição Lino.

## Honras e Condecorações
- Grande Insígnia de Mérito, atribuída pelo Presidente da República da Áustria (1989).
- Chevalier de l’Ordre des Arts et des Lettres, pelo Ministro francês da Cultura e da Comunicação (2007).
- Grande-Oficial da Ordem do Infante D. Henrique, 7 de junho de 2013.[6]
- Medalha de Mérito – Grau Ouro, Câmara Municipal do Porto, atribuída em 30 de Junho 2015.[7]

## Filmografia
- Amor de Perdição (1979)
- O Homem Que Não Sabe Escrever (1983)
- O Lugar do Morto (1984)
- A Moura Encantada (1985)
- Adão e Eva (1995)
- Capitães de Abril (2000)

## Teatro
- Ninguém a partir de textos de Almeida Garrett, Produções Cine-Teatro/Os Cómicos, 1978.
- Terceiro Mundo, 1981.
- Só longe daqui, 1984.
- Minetti de Thomas Bernhard.
- Teatro de enormidades apenas críveis à luz eléctrica a partir de textos de Aquilino Ribeiro, Área Urbana, 1985.
- Fausto. Fernando. Fragmentos a partir de textos de Fernando Pessoa, TNDMII, 1988.
- Clamour de Luísa Costa Gomes, a partir de textos do Padre António Vieira, TNDMII, 1994.
- A Tragicomédia de Dom Duardos de Gil Vicente, TNSJ, 1996
- A salvação de Veneza de Thomas Otway, TNSJ, 1997.
- Noite de Reis de William Shakespeare, TNSJ, 1998.
- As Lições de Eugène Ionesco, TNSJ, 1998
- Arranha Céus de Jacinto Lucas Pires, TNSJ, 1999.
- Madame de Maria Velho da Costa, TNSJ, 2000
- Castro de António Ferreira, TNSJ, 2003
- UBUs de Luísa Costa Gomes a partir de textos de  Alfred Jarry, TNSJ, 2005.
- Turismo Infinito de António M. Feijó, a partir de textos de Fernando Pessoa, TNSJ, 2007.
- Oleanna de David Mamet, 2019.